# Sedenia aspasta
Sedenia aspasta là một loài bướm đêm trong họ Crambidae.